# Stromae Tour
Tournées par Stromae
Racine carrée Tour
Le Stromae Tour est la première tournée du chanteur belge Stromae. Elle a débuté le 2 mars 2011 au Bataclan et se termine le 2 décembre 2011 à Istres. La tournée fera la promotion du premier album studio du chanteur, Cheese.

## Développement
Après la sortie de son premier album studio Cheese le 21 juin 2010, Stromae donne divers galas pendant l'été, notamment à Bruxelles, à Montréal ou encore sur la place Saint-Lambert à Liège à l'occasion des fêtes de Wallonie.
Il annonce ensuite une tournée pour promouvoir l'album. Stromae débute des dates avant la tournée et fait les premières parties d'autres tournées. Le Strome Tour passe par la France, la Belgique, la Suisse et l'Allemagne.

## Set List
1. Bienvenue chez moi
2. Te quiero
3. Peace or Violence
4. Dodo
5. Silence
6. House'llelujah
7. Rail de musique
8. Alors on danse
9. Putain putain

(T.C. Matic cover) 
1. Quand j'dis gow !
2. Je cours

1. Alors on danse

## Liste des concerts
| 2 mars 2011      | Paris                  | France    | Bataclan                                              | 1500   |
| 21 mars 2011     | Düsseldorf             | Allemagne | Zakk                                                  | ???    |
| 22 mars 2011     | Berlin                 | Allemagne | Kesselhaus                                            | 2000   |
| 7 avril 2011     | Marne-la-Vallée        | France    | File 7                                                | 600    |
| 6 mai 2011       | Saint-Malo             | France    | L'Omnibus                                             | 960    |
| 7 mai 2011       | Incourt                | Belgique  | Inc'Rock Festival                                     | ???    |
| 8 mai 2011       | Paris                  | France    | A la Gaité Lyrique (Festival Paris en toutes lettres) | 750    |
| 13 mai 2011      | Nancy                  | France    | L’Autre canal                                         | 1200   |
| 14 mai 2011      | Reims                  | France    | La Cartonnerie                                        | 1200   |
| 20 mai 2011      | Moulins                | France    | Théâtre                                               | 680    |
| 21 mai 2011      | Palaiseau              | France    | École polytechnique (Point gamma)                     | ???    |
| 26 mai 2011      | Bordeaux               | France    | Krakatoa                                              | 1200   |
| 27 mai 2011      | Angoulême              | France    | La Nef                                                | 1000   |
| 2 juin 2011      | Saint-Étienne          | France    | Festival Paroles et musiques                          | 7200   |
| 3 juin 2011      | Montauban              | France    | Festival Alors on chante                              | ???    |
| 4 juin 2011      | Aix-en-Provence        | France    | Festival des micros de la Sainte Victoire             | ???    |
| 11 juin 2011     | Saint-Pierre           | France    | Sakifo Musik Festival                                 | 40 000 |
| 1er juillet 2011 | Belfort                | France    | Les Eurockéennes de Belfort                           | 15 000 |
| 2 juillet 2011   | Caen                   | France    | Festival Beauregard                                   | ???    |
| 6 juillet 2011   | Dunkerque              | France    | Festival de la Côte d’Opale                           |        |
| 7 juillet 2011   | Liège                  | Belgique  | Les Ardentes                                          | 70 000 |
| 13 juillet 2011  | Blois                  | France    | Festival des Lyres d’été                              |        |
| 15 juillet 2011  | Carhaix                | France    | Festival Les Vieilles Charrues                        |        |
| 16 juillet 2011  | La Rochelle            | France    | Francofolies                                          |        |
| 21 juillet 2011  | Biarritz               | France    | Big Festival                                          |        |
| 22 juillet 2011  | Nyon                   | Suisse    | Paléo Festival                                        |        |
| 23 juillet 2011  | Spa                    | Belgique  | Les Francofolies de Spa                               |        |
| 27 juillet 2011  | Saint-Malô-du-Bois     | France    | Festival Poupet                                       |        |
| 28 juillet 2011  | Mâcon                  | France    | Festival Été Frappé                                   |        |
| 30 juillet 2011  | La Tranche-sur-Mer     | France    | Plein air                                             |        |
| 5 août 2011      | Carcassonne            | France    | Festival de Carcassonne                               |        |
| 6 août 2011      | Saint-Nazaire          | France    | Les escales de Saint Nazaire                          |        |
| 11 août 2011     | Béziers                | France    | Festival                                              |        |
| 12 août 2011     | Luxey                  | France    | Festival musique à la rue                             |        |
| 13 août 2011     | Landerneau             | France    | Festival fête du bruit                                |        |
| 20 août 2011     | Hasselt                | Belgique  | Pukkelpop                                             |        |
| 22 octobre 2011  | Courbevoie             | France    | Espace carpeaux                                       | 470    |
| 3 novembre 2011  | Paris                  | France    | Olympia                                               | 2000   |
| 4 novembre 2011  | Sablé-sur-Sarthe       | France    | Centre Culturel                                       |        |
| 10 novembre 2011 | Alençon                | France    | La Luciole                                            | 650    |
| 18 novembre 2011 | Villefranche-sur-Saône | France    | Festival nouvelles voix                               |        |
| 19 novembre 2011 | Fribourg               | Suisse    | FRI-SON                                               | 1200   |
| 23 novembre 2011 | Clermont-Ferrand       | France    | Coopérative de Mai                                    | 1500   |
| 2 décembre 2011  | Istres                 | France    | L'Usine                                               | 1400   |
| 15 décembre 2011 | Bruxelles              | Belgique  | Cirque Royal                                          | 3500   |